# Jakobsbergerhof
Der Jakobsbergerhof ist ein ehemaliges Klostergut auf dem Jakobsberg, einer Rheinhöhe nordöstlich von Boppard oberhalb der Rebhänge des Bopparder Hamm. Im 21. Jahrhundert ist er ein Hotel mit Golfplatz.
Seit 2002 ist der Jakobsbergerhof Teil des UNESCO-Welterbes Oberes Mittelrheintal.

## Geschichte

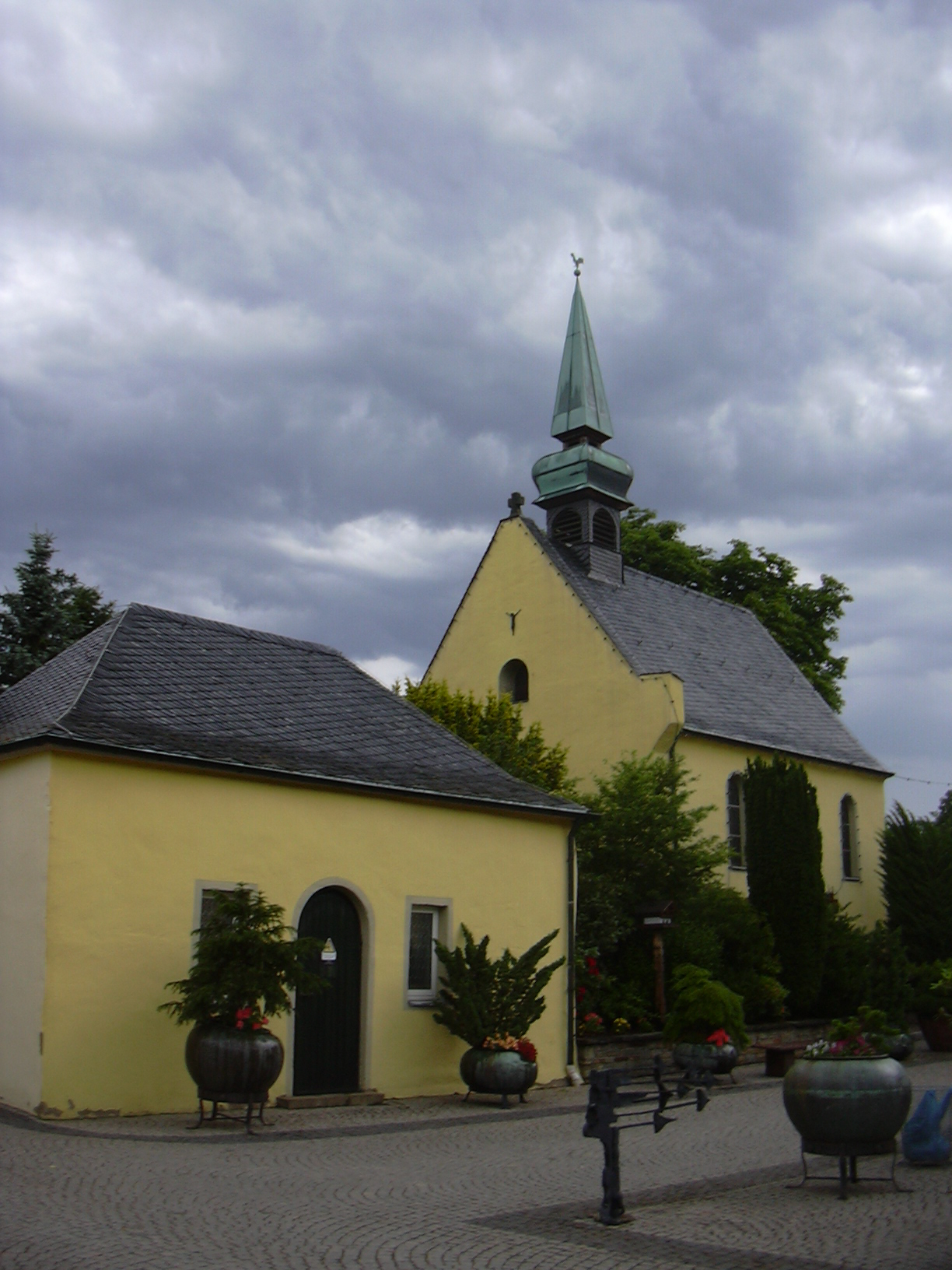
Kapelle des ehemaligen Klosters

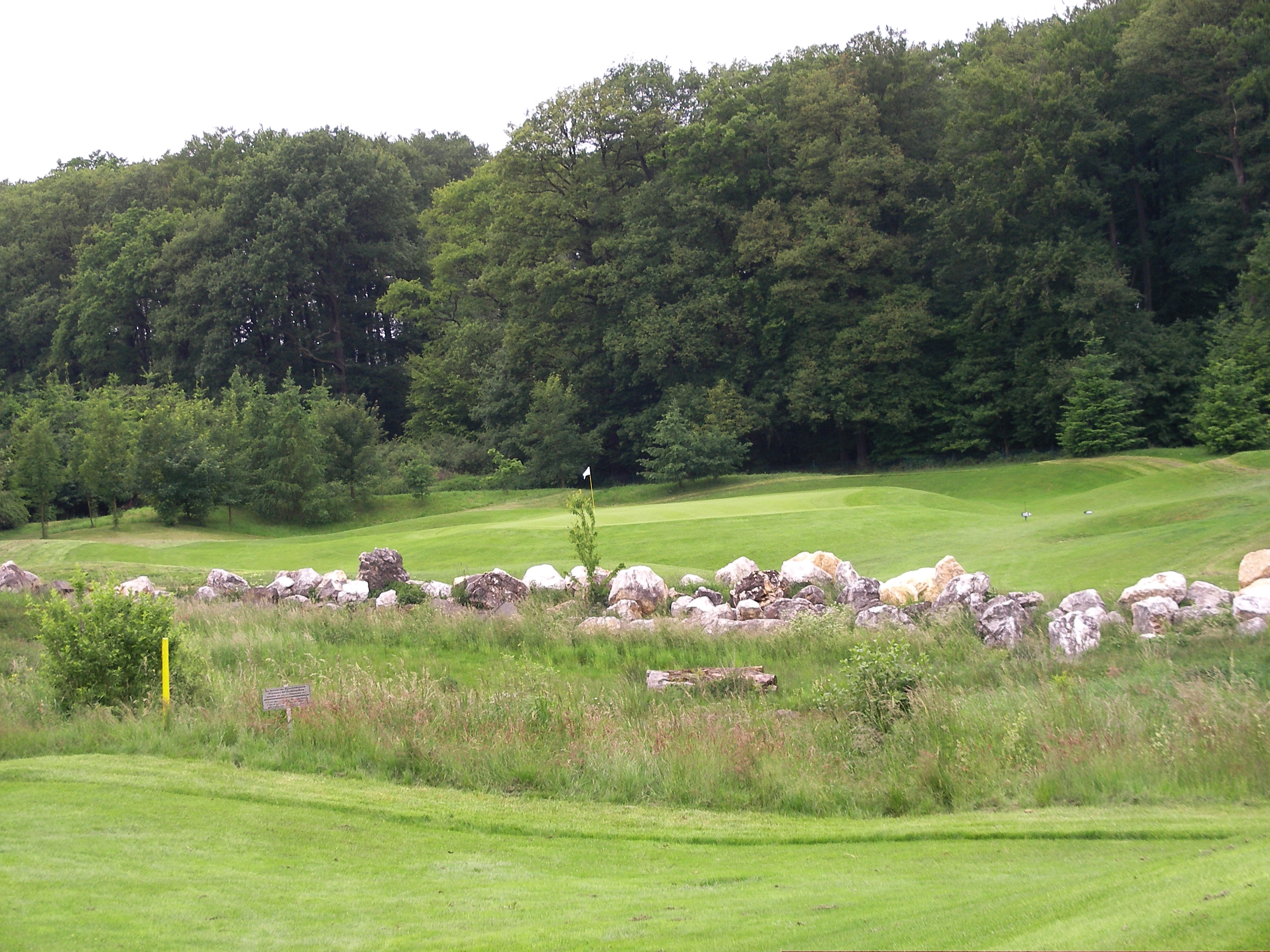
Grün 3 des Golfplatzes

Der Jakobsbergerhof war Wirtschaftsgut des nicht mehr existierenden Augustinerinnen-Klosters Peternach, das 1157 von Friedrich Barbarossa zunächst als Doppelkloster gegründet worden war und wechselnden Besitzverhältnissen lag. Das Doppelkloster wurde allerdings schon bald aufgegeben und nach dem Wegzug der Mönche war St. Jacob spätestens 1272 ein alleiniges Nonnenkloster unter der Leitung einer Meisterin. Aus verschiedenen Dokumenten ergeben sich wirtschaftliche Schwierigkeiten, so konnte das Kloster nie größere Bedeutung erlangen und verfügte scheinbar auch über keine größeren Besitzungen außer der Landwirtschaft. Größere Schenkungen sind, außer durch Richard von Cornwall, welcher dem Kloster im 13. Jahrhundert jährlich ein Fuder Wein (ca. 1000 Liter) aus königlichem Anbau schenkte, nicht bekannt geworden.
Als das Kloster 1450 von den Nonnen verlassenen wurde, ging die Verwaltung der Gebäude und Äcker zunächst auf den jeweiligen Abt von Kloster Springiersbach über, bis es 1496 auf Erzbischof Johann II. von Trier übertragen wurde. Dieser übergab das Kloster bereits im Folgejahr an den Deutschen Orden. Trotz der finanziellen Unterstützung durch den Trierer Erzbischof, welcher dem Kloster im Jahr 1500 das Rhenser Hospital übertrug, war der weitere wirtschaftliche Niedergang unabwendbar. Der Orden hob 1552 das Kloster endgültig auf, und die Ländereien fielen zurück an Kurtrier; der Trierer Erzbischof führte es aber auch keiner Nutzung zu. Nach vorübergehender Verpfändung des Guts an Johann Wolfgang von Liebenstein, der es aber nicht bezahlen konnte, kauften die Koblenzer Jesuiten 1643 den Hof und restaurierten die verfallenen Klostergebäude. Nach Aufhebung des Jesuitenordens 1773 fielen Kloster und Hof dem Koblenzer Görres-Gymnasium, das vorher eine Jesuitenschule war, zu.
Im 18. und 19. Jahrhundert besaß der Hof etwa 300 Morgen Land (ca. 50 Prozent Acker und 50 Prozent Weiden) sowie einen Weinberg. Bei der Rheinland-Besetzung durch französische Revolutionsarmeen Ende des 18. Jahrhunderts wurden die ehemaligen Klostergebäude zerstört.
1891 kaufte der Pächter Ferdinand Sommer gemeinsam mit ca. 40 Bauern, Winzern und Handwerkern aus der Umgebung den Hof. Sie sind auf einer Gedenktafel in der ein Jahr nach dem Erwerb von der Gemeinschaft errichteten Jakobuskapelle namentlich aufgeführt. Um die Jahrhundertwende ist eine florierende Landwirtschaft dokumentiert, die aber nach dem Zweiten Weltkrieg zunehmend unrentabel wurde. 1928 erwarb Walter Seligmann, ein Mitglied der Koblenzer Bankiersfamilie Seligmann den Gebäudekomplex, der zwischenzeitlich Julius vom Rath gehört hatte. Innerhalb von 20 Jahren brachen drei Brände auf dem Hof aus, beim letzten Feuer im Jahre 1948 wurde das Wohnhaus komplett zerstört. Walter Seligmann, der seinen jüdisch klingenden Namen abgelegt hatte und Schultze-Rhonhof hieß, wurde wegen vorsätzlicher Brandstiftung und Versicherungsbetrug zu zwei Jahren Haft und einer Geldstrafe von 1000 Mark verurteilt. Hintergrund war ein erbitterter Streit zwischen ihm und der Familie seines Pächters. Zuvor hatte er sich in der Entnazifizierung engagiert und sich bei ehemaligen Mitgliedern der NSDAP in der Gegend unbeliebt gemacht, was zu Denunziationen und Verleumdungen seiner Person geführt hatte. 1988 äußerte der Jurist Hubert Hermans die Ansicht, dass Schultze-Rhonhof zu Unrecht verurteilt worden sei.
1960 erwarb Hans Riegel junior, Sohn des Haribo-Firmengründers, das Gelände. Er baute die Klosterruinen zu einem Hotel um, das 1964 eröffnet wurde. Anfangs diente dieses in erster Linie als Tagungshotel und wurde für Feierlichkeiten genutzt. Ein Schießstand zum Zielscheiben- und Tontaubenschießen gehört zur Anlage.
Anfang der 1990er Jahre begannen die Planungen zur Umgestaltung in ein Golf-Resort. 1994 eröffnete der von Wolfgang Jersombeck geplante 18-Loch-Platz auf dem Hochplateau über dem Mittelrhein.

## Der Jakobsbergerhof im 21. Jahrhundert

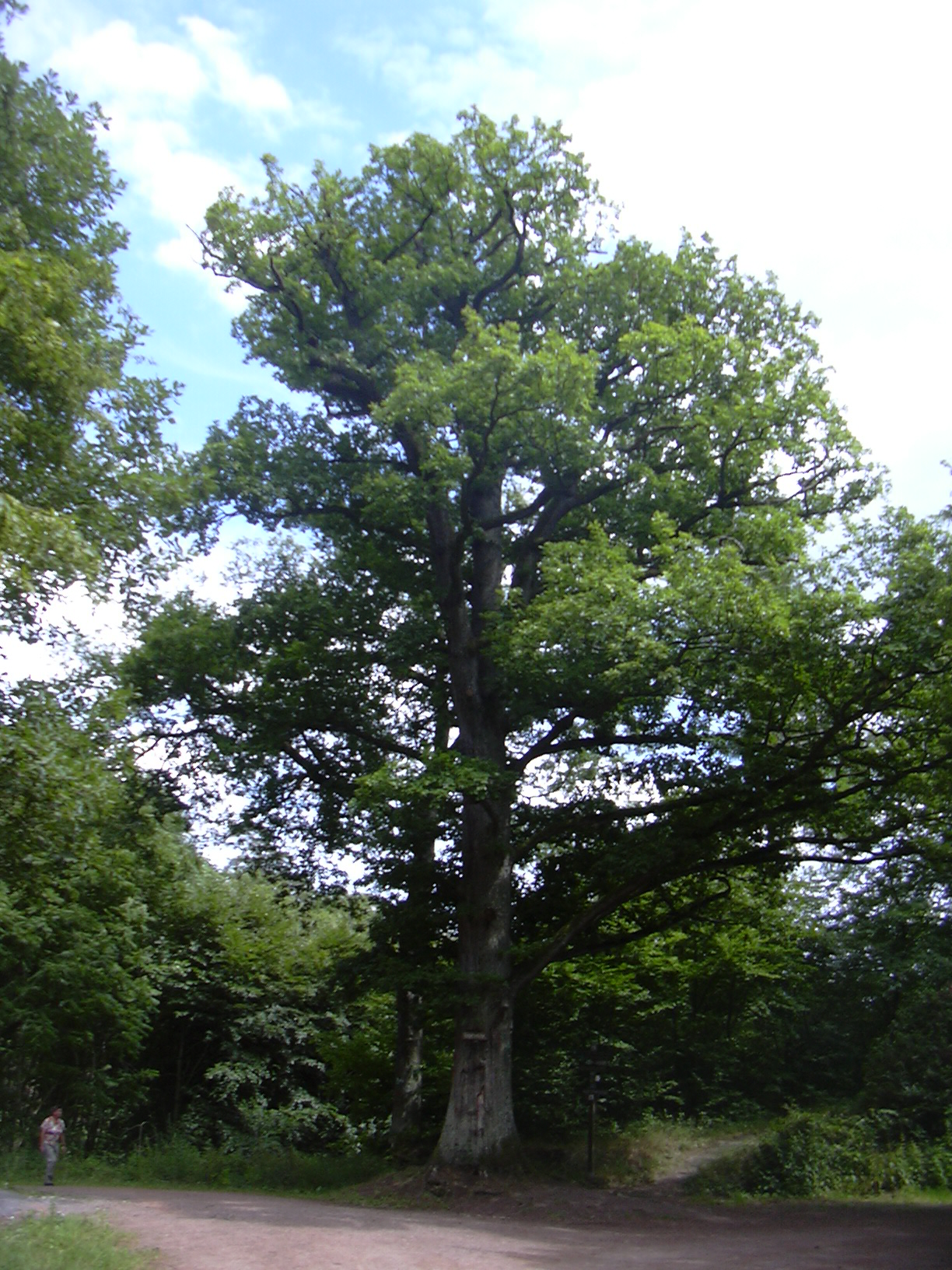
Wandergebiet Rheinhöhen Jakobsbergerhof – Boppard: Engelseiche

Die Architektur des Hotels lässt den ursprünglichen Zweck der Baulichkeiten noch deutlich erkennen. Der Innenhof ist mit zeitgenössischen Skulpturen und Pflanzenarrangements geschmückt.
Auch die Kapelle des ehemaligen Klosters ist aus den Bruchstücken des spätgotischen Originals nach dem historischen Vorbild rekonstruiert. Sie enthält einen barocken Altar mit einem Tafelbild und einer Skulptur des Heiligen Jakobus, ist aber im Übrigen mit Eisen-Skulpturen (Christusstatue und Kreuzweg-Stationen) des italienischen Bildhauers Toni Benetton (Treviso 1910–1996) ausgestattet. Ein Politiker schenkte 2003 eine großformatige Architekturzeichnung des Kölner Doms.
Hinter der Kapelle erstreckt sich ein kleiner Park mit überlebensgroßen Skulpturen von Sportlern in Aktion und Tieren, beispielsweise von John Seward Johnson Junior (* 1930 in New Jersey; Match Point), Pal Farkas (Hirsch), der Kölnerin Ellen Muck (Kuh), K.-Eberhard Mangold (Bär) u. a.
Zur Hotelanlage gehört auch ein Hubschrauberlandeplatz.
Der leicht hügelige Golfplatz zeichnet sich durch eine hohe Variationsbreite bei der Gestaltung der Spielbahnen aus und bietet einige Panoramen. Nach Westen geht der Blick in den Hunsrück hinein, nach Norden rheinabwärts in Richtung Koblenz, nach Osten rechtsrheinisch zur Marksburg und zum Westerwald sowie nach Süden rheinaufwärts zur Rheinschleife und Weinlage Bopparder Hamm. Zum Golf-Gelände gehören Übungsanlagen und gastronomische Einrichtungen.
Ausgehend von der Peripherie des Golfplatzes verlaufen Fahrrad- und Rundwanderwege durch Buchen- und Eichenwälder auf den Rheinhöhen; eingebunden sind zwei markante Eichen (Engelseiche und Hedwigseiche) und einige Aussichtspunkte auf den Rhein. Die bekanntesten von ihnen sind der Vierseenblick, der den Rhein aus einer Perspektive erscheinen lässt, dass er wie vier einzelne Seen wirkt, sowie das Gedeonseck mit einer Gesamtübersicht über den Bopparder Hamm. Teile der markierten Wege sind Abschnitte des Rheinburgenweges. Es gibt auch einen Klettersteig (Mittelrhein Klettersteig Boppard) an den Schieferfelsen hoch über dem Rhein und seit 2005 ein Übungsgelände für Freeride-Mountainbiking. Abstiege verlaufen durch die Rebhänge sowie durch das Mühltal nach Boppard.

## Kulturweg Brey-Spay-Jakobsberg

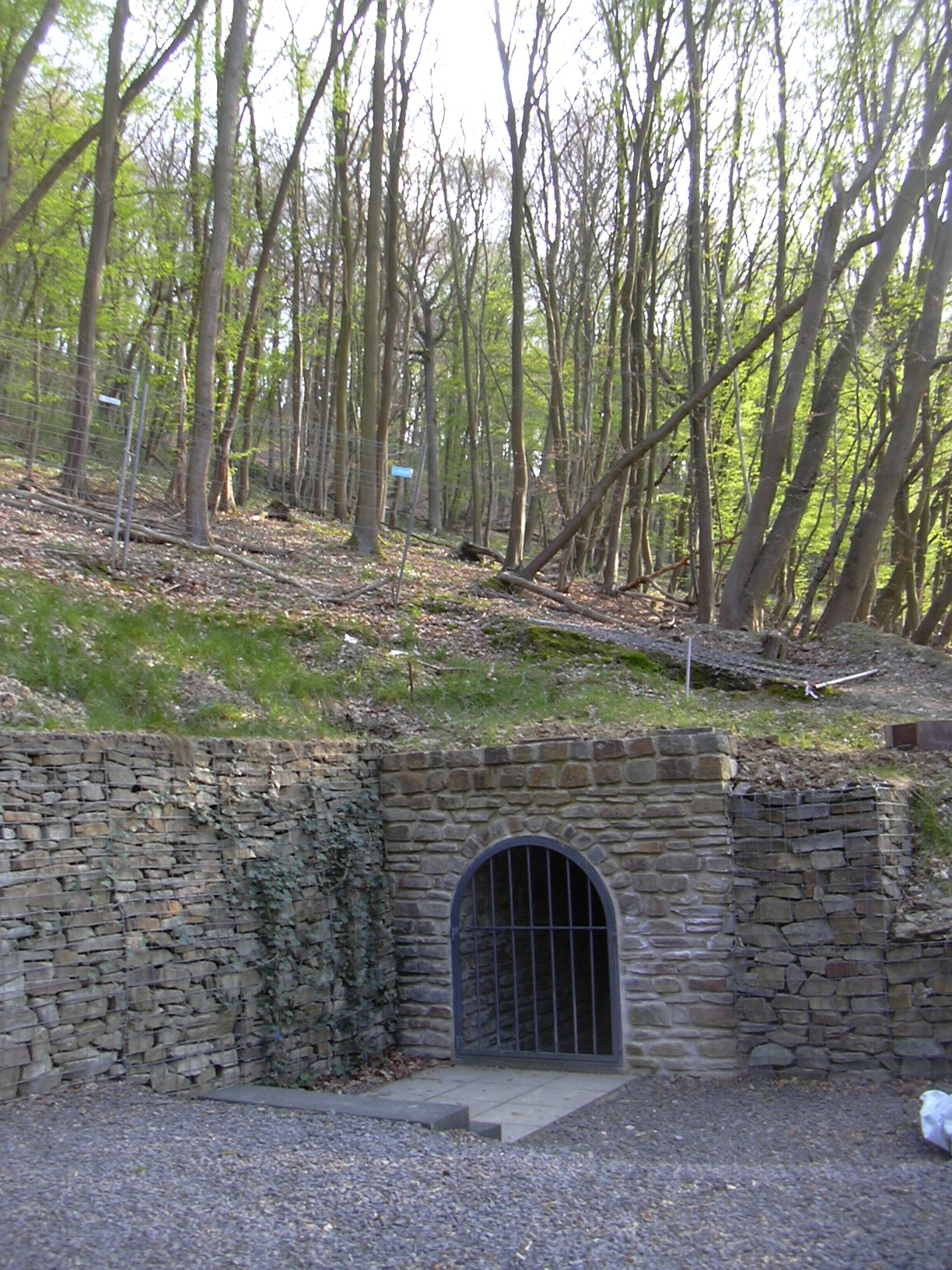
Einstiegsschacht zur römischen Wasserleitung

Seit Juni 2005 bindet ein vom Golfhotel ausgehender Kulturweg Brey-Spay-Jakobsberg mit dem Logo des römischen Kaiserporträts Septimius Severus (insgesamt ca. 16 km) am Osthang des Jakobsbergs eisenzeitliche Hügelgräber und Relikte einer römischen Wasserleitung ein.
Die auf eine Fläche von mehreren Hektar verteilten Hügelgräber im Wald ca. 1 km hinter dem Golfplatz werden ins 6. bis 3. vorchristliche Jahrhundert datiert und der Hunsrück-Eifel-Kultur zugerechnet; die größten mit ca. 20 m Durchmesser sind bis 2,50 m hoch und noch gut zu erkennen.
Bei der römischen Wasserleitung handelt es sich um einen Qanat nach ursprünglich persischem System. Am Hang des Jakobsberges wurden mutmaßlich im ersten nachchristlichen Jahrhundert Schächte im Abstand von 6 bis 8,80 Metern ins Erdreich getrieben und ein ca. 60 Zentimeter breiter Verbindungs-Stollen in einer Tiefe von 1,80 bis 4,50 Metern ausgehoben. Geschützt durch eine Abdeckplatte baute man darunter die eigentliche Wasserleitung; noch heute fließt stellenweise Wasser durch die Rinne.
Die lokale Bevölkerung hatte sich schon in der ersten Hälfte des 20. Jahrhunderts über seltsame Fuchslöcher (es handelte sich um die Schächte) gewundert. Der darunter liegende Gang wurde spätestens 1945 entdeckt; er diente einigen Breyer Bürgern als Versteck vor den herannahenden amerikanischen Truppen. Dass es sich um eine römische Wasserleitung handelt, wurde von Archäologen 1963 verifiziert. Seinerzeit waren erst 50 Meter des Gangs entdeckt. Erst 2003/04 wurde ein weiteres ca. 350 Meter langes Stück mit 42 Schächten identifiziert, dokumentarisch aufbereitet und teilweise begehbar bzw. übergehbar gemacht.
Der Kulturweg geht abwärts zum Rhein, verläuft dann durch Brey, Nieder- und Oberspay und steigt dann durch die Rebhänge des Bopparder Hamms wieder aufwärts zum Golfhotel.